# Skrikfiskörn
Skrikfiskörn (Icthyophaga vocifer), poetiskt kallad Afrikas röst, är en stor och välkänd afrikansk fågel i familjen hökar inom ordningen hökfåglar.

## Utseende
Skrikfiskörnen är en stor rovfågel med en kroppslängd på 63–75 cm, vingspann på 2–2,4 meter och vikt på 2–3,6 kg, där honan är större och tyngre än hanen. Den adulta fågeln är mycket karakteristisk med en mestadels brun kropp, vitt huvud, bröst och stjärt samt stora, kraftfulla svarta vingar. Ögonen är mörkbruna och näbben är gul med svart spets. I ansiktet syns också gul bar hud mellan näbb och öga. Ungfågeln är brun med blekare ögon än de vuxna. 

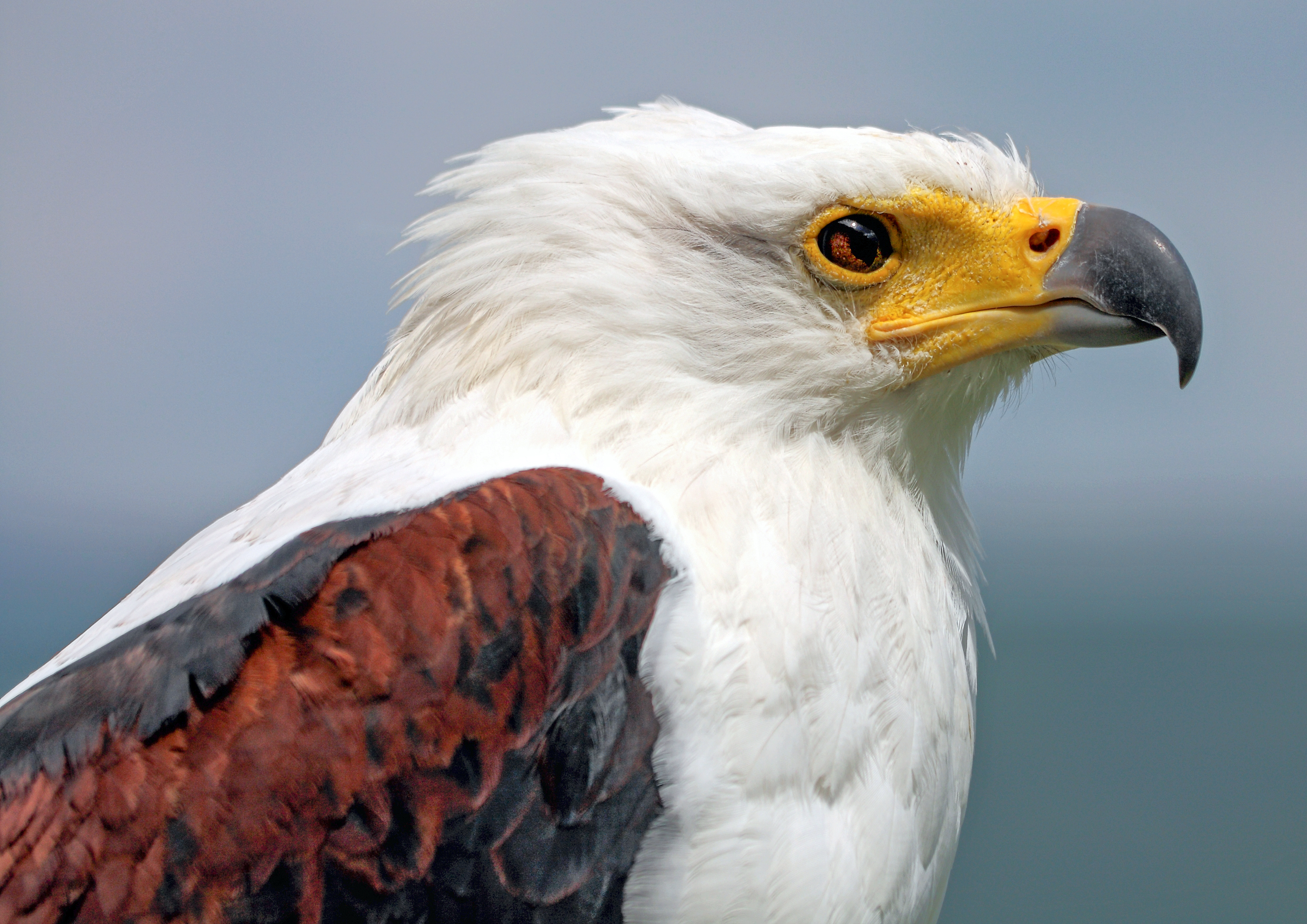

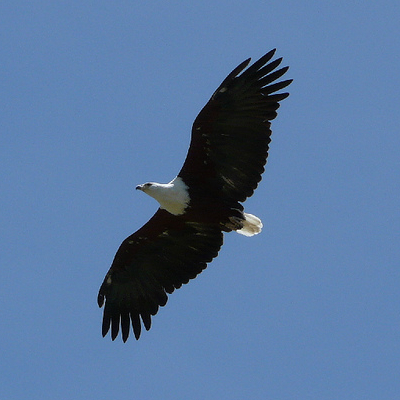

## Utbredning och systematik
Skrikfiskörn förekommer i Afrika söder om Sahara. Den behandlas som monotypisk, det vill säga att den inte delas in i några underarter. Ett fynd finns från Egypten, insamlat 1 november 1947.

### Släktestillhörighet
Salomonfiskörn placeras traditionellt i havsörnssläktet Haliaeetus. Genetiska studier visar dock att släktet är paradyletiskt gentemot fiskörnarna i Icthyophaga. I allt ökande drag förs därför skrikfiskörn, madagaskarfiskörn samt det likaledes tropiska artparet vitbukig fiskörn och salomonfiskörn till det senare släktet och denna linje följs här. Andra, som IUCN, väljer istället att expandera Haliaeetus till att även omfamna fiskörnarna. För att förtydliga släktskapet har även Birdlife Sveriges taxonomikommitté justerat de svenska namnen på de fyra arterna, från att tidigare ha kallats havsörnar.

## Levnadssätt
Skrikfiskörn är fortfarande rätt vanlig nära insjöar, reservoarer och floder, men kan också ses vid kusten utmed laguner och flodmynningar. Den lever huvudsakligen av fisk som den fångar med klorna efter ett utfall från en sittplats i ett träd. Den flyger sedan tillbaka till sin sittplats för att äta upp sitt byte. Skulle fisken vara för tung för att fågeln ska kunna lyfta paddlar den in till närmaste strand med sina vingar. Den kan också stjäla fångst från andra djur, som goliathägern. Även om fisk utgör huvudfödan kan den också ta änder, små sköldpaddor, krokodiler, flamingor, ödlor, grodor och as. Den har undantagsvis även setts ta däggdjur som apor och klippgrävlingar.

### Häckning
Skrikfiskörnen häckar under torrsäsongen när vattenståndet är lägre. Den tros leva monogamt med samma partner livet ut. Paret har ofta två eller flera bon som de återkommer till. Eftersom de återanvänds kan de växa sig mycket stora, vissa över två meter i diameter och 1,2 meter djupa. Boet placeras i ett stort träd och består mest av kvistar och grenar.

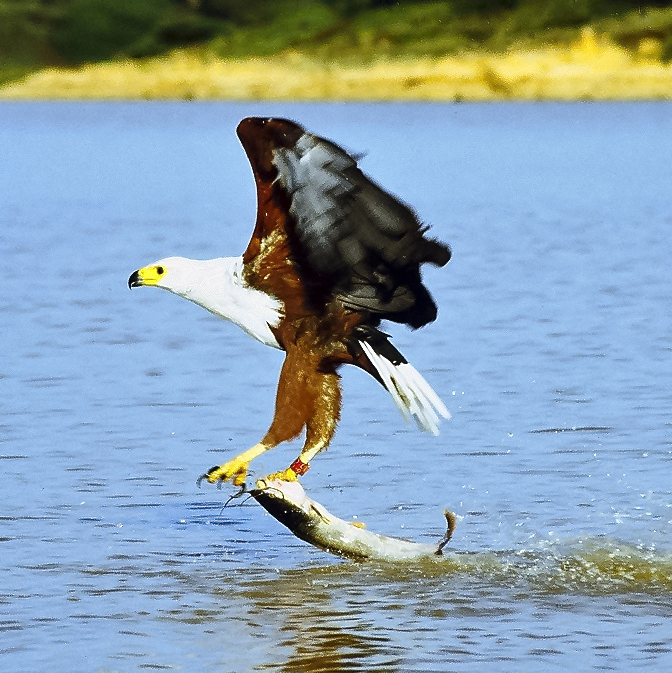

Honan lägger ett till tre vita ägg med ett fåtal rödaktiga fläckar. Det är mest honan som ruvar, men hanen avlöser henne när hon är ute och jagar. Det tar 42-45 dagar innan äggen kläcks och efter 70-75 dagar är de flygga, men är beroende av föräldrarna i tre månader. Oftast klarar sig två eller tre ungar per kull, och om de överlever sitt första år tros de leva tolv till 24 år.

## Status och hot
Arten har ett stort utbredningsområde och en stor population med stabil utveckling och tros inte vara utsatt för något substantiellt hot. Utifrån dessa kriterier kategoriserar internationella naturvårdsunionen IUCN arten som livskraftig (LC).

## Skrikfiskörnen i kulturen
Skrikfiskörn är en nationalfågel i både Zambia, Namibia och Zimbabwe. Den förekommer även på både Zimbabwes och Zambias flagga samt på Namibias, Zambias och Sydsudans heraldiska vapen.